# Impío
La impiedad es no tener amor por el bien común justamente. La impiedad a menudo se asocia estrechamente con el sacrilegio, aunque no es necesariamente una acción física. La impiedad no se puede asociar con un culto, ya que implica que se le faltó el respeto a un sistema de creencias más amplio. Una de las objeciones paganas al cristianismo fue que, a diferencia de otras religiones de misterio, los primeros cristianos se negaron a arrojar una pizca de incienso ante las imágenes de los dioses, un acto impío a sus ojos. La impiedad en las civilizaciones antiguas era una preocupación cívica, más que exclusivamente religiosa (ya que las religiones estaban ligadas al Estado). Se creía que acciones impías como la falta de respeto hacia los objetos sagrados o los sacerdotes podían provocar la ira de los dioses.

## Antigua Grecia
El tema de la impiedad en la antigüedad es muy controvertido debido a la naturaleza anecdótica de las fuentes existentes. Varios hombres atenienses, incluido Alcibíades, fueron condenados a muerte por impío en 415 a. C., la mayoría de los cuales huyeron de Atenas antes de la ejecución (Andocides fue acusado más tarde en 400 o 399 a. C. en referencia a estos hechos). El más famoso es que el filósofo Sócrates fue ejecutado por impiedad (así como por corromper a la juventud ateniense) en el 399 a. C. Un filósofo ateniense Anaxágoras enseñó que el sol y las estrellas eran piedras de fuego cuyo calor no sentíamos por su distancia, y supuestamente fue acusado de impiedad en Atenas. Según los informes, Diágoras de Melos fue acusado de ateísmo y tuvo que huir de Atenas después de ser acusado de impiedad por revelar el contenido de los misterios eleusinos a los no iniciados. Los filósofos Aristóteles y Teofrasto también podrían haber sido acusados de impiedad. Phryne fue juzgado por impiedad y defendido por el orador Hypereides; ella fue absuelta.